# Borne Sulinowo
Borne Sulinowo, tyska: Groß Born, tidigare även Linde, är en småstad i norra Polen, belägen i distriktet Powiat szczecinecki i Västpommerns vojvodskap, 18 km sydväst om Szczecinek vid Pilesjön. Tätorten har 4 905 invånare (2013) och är huvudort i en stads- och landskommun med totalt 9 856 invånare.
Gross Born blev militär övningsplats 1919 och blev en viktig garnisonsort i tyska Pommern under 1930-talet, som bland annat fungerade som en av baserna för anfallet mot Polen 1939 och var mobiliseringsplats för Afrikakåren under Erwin Rommel. Under andra världskriget fanns här krigsfånglägret Oflag II D. Efter kriget förblev orten, under namnet Borne Sulinowo, garnisonsstad även för den sovjetiska armén i Polen. Det gamla garnisonsområdet i orten Kłomino (tyska Westfalenhof) utanför staden är sedan de sovjetiska truppernas uttåg en övergiven spökstad. Sedan 1993 har Borne Sulinowo stadsrättigheter.